# 1956年12月2日日食
1956年12月2日日食是一次日偏食，發生於1956年12月2日。新月當天（即朔日），地球上觀測到月球和太阳的角距離極小，此時月球如果恰好在月球交點附近，穿過太阳和地球之間，與地球、太阳接近一直線，則會出現日食。由於月球偏北或偏南，本影及偽本影從地球以北或以南經過而未接觸地表，只有半影覆蓋了地球北端或南端部分區域，形成日偏食。此次日偏食月球偏北，出現在歐亞大陸大部分及周邊部分地區。

## 日食概況

### 出現區域
本次日偏食可在欧洲大陸除大西洋和北冰洋沿岸地區外的大部、北非東北半部、西亚除阿拉伯半岛西南角外的絕大部分、南亚除南部外的大部、中國除東北和東南沿海外的大部、蒙古除極東端外的絕大部分、缅甸北半部、中亚、西伯利亚西南半部看到。

### 基本參數
- 類型：日偏食
- 食分最大處（位於苏联科米蘇維埃社會主義自治共和國（今俄罗斯科米共和国）東北部）資料：
  - 時間：1956年12月2日8:00:03
  - 地點：67°54′N 64°36′E / 67.9°N 64.6°E
  - 食分：0.8047（日食帶內最大）[3]

## 相關的日食

### 1953-1956年的日食
月球交替位於相對的月球交點時，以半個交點年（食年），即約177天又4小時間隔出現下列日食。
註：1953年2月14日和1953年8月9日的日偏食屬於上一組交點年系列。
| 降交點   | 降交點                   |          | 升交點                   | 升交點 |
| 沙羅周期 | 地圖                     | 沙羅周期 | 地圖                     |        |
| 116      | 1953年7月11日 偏食（北） | 121      | 1954年1月5日 環食        |        |
| 126      | 1954年6月30日 全食       | 131      | 1954年12月25日 環食      |        |
| 136      | 1955年6月20日 全食       | 141      | 1955年12月14日 環食      |        |
| 146      | 1956年6月8日 全食        | 151      | 1956年12月2日 偏食（北） |        |

### 沙羅周期
沙羅周期長度為18年11天。本次日食屬於沙羅周期151，共包含72次日食，依次為1776年8月14日至2083年2月16日的18次日偏食、2101年2月28日至2191年4月23日的6次日環食、2209年5月5日的1次全環食（亦稱混合食）、2227年5月16日至2912年7月6日的39次日全食、2930年7月17日至3056年10月1日的8次日偏食，總共歷時1280.14年。其中最長的全食發生於2840年5月22日，共持續5分41秒。
下表列舉了1901年至2100年間發生的屬於該周期的日食，是第8至18次：
| 8              | 9              | 10             |
| -------------- | -------------- | -------------- |
| 1902年10月31日 | 1920年11月10日 | 1938年11月21日 |
| 11             | 12             | 13             |
| 1956年12月2日  | 1974年12月13日 | 1992年12月24日 |
| 14             | 15             | 16             |
| 2011年1月4日   | 2029年1月14日  | 2047年1月26日  |
| 17             | 18             |                |
| 2065年2月5日   | 2083年2月16日  |                |

## 資料來源
1. ↑  樊忠玉. . 中国天文科普网.   [2016-03-25]. （原始内容存档于2014-09-17）.
2. ↑  Fred Espenak. . NASA Eclipse Web Site.   [2016-03-25]. （原始内容存档于2016-03-03）.（英文）
3. ↑  Fred Espenak. . NASA Eclipse Web Site.   [2016-03-25]. （原始内容存档于2016-03-22）.（英文）
4. ↑  Fred Espenak. . NASA Eclipse Web Site.（英文）

## 外部連結
- NASA日食專頁（页面存档备份，存于）（英文）
- 可見區域圖和時間統計：由弗雷德·埃斯佩納克做出的日食預報，NASA/GSFC
  - 貝塞爾元素

| \| \| 日食 \|                            |                              |                                           |
| 上一次日食： 1956年6月8日日食 （日全食） | 1956年12月2日日食 （日偏食） | 下一次日食： 1957年4月30日日食 （日環食） |
| 上一次日偏食： 1953年8月9日日食          | 1956年12月2日日食 （日偏食） | 下一次日偏食： 1960年3月27日日食          |
|                                          | 日食                         |                                           |